# 조이 위컴
조이 위컴(영어: Zoë Wicomb, 1948년 5월 26일 ~ )은 남아프리카 공화국의 소설가, 문학자이다. 웨스턴케이프주에서 태어났고, 영국 잉글랜드와 스코틀랜드에서 공부했다.